# Bedrowo
Bedrowo (bułg. Бедрово) – wieś w Bułgarii, w obwodzie Kyrdżali, w gminie Czernooczene. Miejscowość wymarła. Wieś została zamknięta 31 lipca 2015 roku decyzją Rady Ministrów.